# Bernard Bosson
Pour les articles homonymes, voir Bosson.
Bernard Bosson, né le 25 février 1948 à Annecy (Haute-Savoie) et mort le 13 mai 2017 dans le 8e arrondissement de Lyon,, est un homme politique français.
Membre de l'Union pour la démocratie française, il est maire d'Annecy de 1983 à 2007 et plusieurs fois député de Haute-Savoie et ministre.

## Biographie

### Origines et formation
Fils de Charles Bosson, maire d'Annecy, député et sénateur centriste, il est diplômé d'études supérieures en droit du travail et en droit public.

### Carrière
Il exerce à partir de 1972 comme avocat.
Il entre en politique en 1977 comme conseiller municipal au côté d'André Fumex, alors maire d'Annecy qui a succédé à Charles Bosson en 1975 après la démission de celui-ci. Bernard Bosson devient maire d'Annecy en 1983, en obtenant 58 % des suffrages dès le premier tour.
Affilié à l'UDF-CDS, c'est sous ces couleurs qu'il participe aux élections législatives de 1986. Il est élu à l'Assemblée nationale et entre au gouvernement Jacques Chirac (2) comme secrétaire d'État auprès ministre de l'Intérieur, chargé des collectivités locales. En 1986, après le remaniement du gouvernement, il devient ministre délégué auprès du ministre des Affaires étrangères, chargé des Affaires européennes.
En 1989, il participe au courant des Rénovateurs.
En octobre 1991, il devient le secrétaire général du CDS, lors du congrès d'Angoulême, succédant à Jacques Barrot avec 780 voix (soit 85,2 %). En décembre 1994, alors ministre de l'Équipement dans le gouvernement Balladur, il autorise la fin de la tarification kilométrique et de la logique de péréquation tarifaire de la SNCF.
Il postule la même année à la présidence du mouvement mais perd face à François Bayrou, ministre de l'Éducation nationale et secrétaire général de l'UDF.
Bernard Bosson, au titre de secrétaire général du CDS, est mis en examen en 1997 pour « recel d'abus de biens sociaux et recels d'abus de confiance », puis en 1998, avec Pierre Méhaignerie (ancien président du mouvement) et Jacques Barrot, au sujet d'un financement occulte du parti. Les trois anciens dirigeants font l'objet, en février 2000, d'une condamnation par le tribunal correctionnel de Paris amnistiée par la loi no 95-884 du 3 août 1995 portant amnistie.
En 2001, il est réélu maire d'Annecy au deuxième tour avec moins de 50 % des voix.
À l'occasion de la présidentielle de 2002, il fait partie des 109 parlementaires UDF et DL appelant à voter Jacques Chirac.
En 2002, en tant que maire d'Annecy, il s'oppose à la tenue de l'université d'été du FN à l'Impérial Palace.
Le 23 février 2005, un amendement à la loi sur le développement des territoires ruraux permet de « mettre fin aux contraintes qu'engendre la superposition des deux lois, manifestement excessives, sources de complications juridiques et frein au développement pour les communes concernées ». Le maire d'Annecy s'oppose alors dans les médias locaux à ce projet, lance un site internet et une pétition, et s'oppose ainsi frontalement à 8 maires riverains du lac d'Annecy, menés par Bernard Accoyer, maire (UMP) d'Annecy-le-Vieux, et président du groupe UMP de l'Assemblée nationale. Cet acte isole désormais politiquement le maire d'Annecy (UDF) des autres acteurs politiques du bassin annécien appartenant à l'UMP.
Bernard Bosson défend, en juillet 2005, auprès du ministre des Sports Jean-François Lamour et du Comité national olympique et sportif français, la candidature d'Annecy comme ville organisatrice pour les Jeux olympiques d'hiver de 2014 (l'idée avait émergé en 2003), mais le projet est refusé, arguant une candidature prématurée.
En janvier 2007, Bernard Bosson démissionne de son mandat de maire d'Annecy. Il soutient la candidature de François Bayrou à l'élection présidentielle de 2007, puis apporte son soutien à Nicolas Sarkozy au second tour. En désaccord avec la ligne de François Bayrou, il rejoint les rangs du Nouveau Centre et c'est sous cette étiquette qu'il se présente aux législatives de 2007. Il est battu par Lionel Tardy, candidat divers droite soutenu par Pierre Hérisson, le sénateur-maire UMP de Sévrier. Il annonce alors son retrait de la vie publique et politique, démissionnant de ses mandats de président de la communauté de l'agglomération d'Annecy et du centre hospitalier.
Le 21 juin 2011, il annonce se mettre au service de François Bayrou dans la perspective de l'élection présidentielle de 2012.
Le 13 mai 2017, il meurt, à l'âge de 69 ans, dans un hôpital à Lyon  des suites d'un cancer,.

## Mandats locaux
- Conseiller municipal d'Annecy :
  - 13/03/1977 - 14/03/1983 : Membre du conseil municipal d'Annecy (Haute-Savoie)
  - 14/03/1983 - 12/03/1989 : Maire d'Annecy
  - 18/03/1989 - 17/06/1995 : Maire d'Annecy
  - 25/06/1995 - 18/03/2001 : Maire d'Annecy
  - 18/03/2001 - 05/01/2007 : Maire d'Annecy (démission)[27].
  - 15/01/2007 - 13/05/2017 : membre du conseil municipal d'Annecy.
- Conseiller général de la Haute-Savoie :
  - 18/03/1979 - 10/03/1985 : Membre du Conseil général de la Haute-Savoie
  - 22/03/1985 - 07/10/1988 : Membre du conseil général de la Haute-Savoie
- Conseiller régional de Rhône-Alpes :
  - 17/03/1986 - 22/03/1992 : Membre du conseil régional de Rhône-Alpes
  - 23/03/1992 - 06/04/1992 : Membre du conseil régional de Rhône-Alpes

## Mandats nationaux
- 02/04/1986 - 02/04/1986 : Député de la Haute-Savoie (scrutin proportionnel) (puis nommé Secrétaire d'État puis Ministre délégué au Gouvernement)
- 23/06/1988 - 01/04/1993 : Député de la 2e circonscription de la Haute-Savoie
- 02/04/1993 - 01/05/1993 : Député de la 2e circonscription de la Haute-Savoie (puis nommé Ministre au Gouvernement)
- 25/09/1995 - 21/04/1997 : Député de la 2e circonscription de la Haute-Savoie
- 01/06/1997 - 18/06/2002 : Député de la 2e circonscription de la Haute-Savoie
- 19/06/2002 - 25/06/2007 : Député de la 2e circonscription de la Haute-Savoie (non réélu)

## Fonctions gouvernementales et ministérielles
- 20/03/1986 - 19/08/1986 : secrétaire d'État auprès du ministre de l'Intérieur, chargé des Collectivités locales (gouvernement Jacques Chirac (2))
- 19/08/1986 - 10/05/1988 : ministre délégué auprès du ministre des Affaires étrangères, chargé des Affaires européennes (gouvernement Jacques Chirac (2))
- 30/03/1993 - 11/05/1995 : ministre de l'Équipement, des Transports et du Tourisme (gouvernement Édouard Balladur)